# Paladar
Un paladar (pluriel : paladares) est un petit restaurant familial à Cuba. Le nom vient d'un mot espagnol pour "palais". Les paladares servent de contrepartie aux restaurants gérés par l'État, pour les touristes à la recherche d'une interaction plus vivante avec la réalité cubaine et à la recherche de plats cubains faits maison.

## Origine du nom
Le terme d'usage courant trouve son origine dans le feuilleton brésilien Vale Tudo, diffusé à Cuba au début des années 1990. Paladar (portugais et espagnol pour "palais") est le nom de la chaîne de restaurants dirigée par Rachel Accioli, la protagoniste, jouée par Regina Duarte. La diffusion de ce feuilleton coïncide avec la première émission de licences pour les travailleurs indépendants à Cuba.

## Histoire
Les petits restaurants privés ont toujours existé à Cuba. Jusque dans les années 1990, ils sont illégaux, mais la chute de l'URSS et la crise économique qui en a résulté à Cuba forcent le gouvernement à procéder aux réformes économiques de 1993. L'un des éléments de ces réformes est la légalisation des petites entreprises privées, dont les restaurants.
Depuis sa création à la fin des années 1990, les paladares sont soumis à des limitations par le gouvernement cubain, concernant la quantité et le type de produits qu'ils pouvaient offrir, l'embauche de main-d'œuvre et le nombre de places qu'ils peuvent avoir. Le processus de renouvellement du modèle économique engagé en 2010 conduit à une révision de ces mesures, qui s'est traduit par une augmentation substantielle du nombre de paladares et la diversification de leurs activités.
Les modèles qui émergent sont assez divers, allant de l'entreprise typique installée dans une maison familiale, jusqu'à des variantes plus élaborées incluant différents types de cuisine dans des salles spécialement conçues ou modifiées pour l'activité. De même, alors que la plupart des détaillants proposent de la nourriture cubaine, et de la nourriture italienne, très appréciée à Cuba, d'autres ont produit des projets plus ambitieux alliant la cuisine locale à des éléments méditerranéens et internationaux.
La composition du personnel a également changé, passant d'un modèle où ils étaient composés principalement de personnes unies par des liens familiaux avec un faible niveau de formation professionnelle à des équipes qui intègrent des chefs professionnels, souvent avec une longue expérience dans la gastronomie.